# سیارک ۱۱۹۵۵
سیارک ۱۱۹۵۵ (به انگلیسی: 11955 Russrobb، نامگذاری:1994CA1) یازده هزار و نهصد و پنجاه و پنجمین سیارک کشف شده‌است که در ۸ فوریه ۱۹۹۴ کشف شد.
قدر مطلق سیارک برابر ۱۵٫۰۰ است.